# Dieter Schubert
Dieter Schubert (n. 11 septembrie 1943, Copitz⁠(d), Pirna, Saxonia, Germania Nazistă) este un canotor ce a reprezentat Republica Democrată Germană, medaliat olimpic. A participat la 2 ediții ale Jocurilor Olimpice (1968, 1972) în care a câștigat două medalii de aur.